# Dymitr Jerzy Wiśniowiecki
Dymitr Jerzy Wiśniowiecki herbu Korybut (ur. 19 grudnia 1631 w Wiśniowcu, zm. 28 lipca 1682 w Lublinie) – książę, kasztelan krakowski od 1680, wojewoda krakowski od 1678, hetman wielki koronny od 1676, hetman polny koronny od 1668, wojewoda bełski od 1660, strażnik polny koronny od 1658, starosta białocerkiewski, kamionecki, solecki, brahiński, starosta lubomelski w 1667 roku, starosta drahimski w 1667 roku.
Aktywnie działający polityk doby panowania Michała Korybuta Wiśniowieckiego i Jana Sobieskiego.
Pochodził z tzw. linii książęcej rodu. Syn Janusza Wiśniowieckiego i Katarzyny Eugenii z Tyszkiewiczów. Po śmierci ojca opiekę nad nieletnim Dymitrem przejął Jeremi Wiśniowiecki. Wraz z nim Dymitr brał prawdopodobnie udział w obronie Zbaraża (1649) i w bitwie pod Beresteczkiem w trakcie powstania Chmielnickiego (1648–1651).
W czasie „potopu szwedzkiego” stanął, początkowo, po stronie Karola X Gustawa. Postawa ta jednak nie była wyjątkowa, podobnie postąpili ówcześni hetmani i późniejszy król Jan Sobieski. Już wiosną 1656 wrócił jednak pod rozkazy Jana Kazimierza. W 1658 został strażnikiem polnym koronnym. W 1660 r. Wiśniowiecki wszedł do senatu jako wojewoda bełski. Związał się z profrancuską partią skupioną wokół monarchy i królowej Marii Ludwiki, licząc na uzyskanie tą drogą kolejnych godności. Podczas rokoszu Lubomirskiego stanął po stronie dworu, a wiosną 1668 został mianowany hetmanem polnym koronnym. Po abdykacji Jana Kazimierza związał się ze stronnictwem austriackim, jednak w czasie elekcji w 1669 roku poparł kandydaturę swego kuzyna Michała Korybuta Wiśniowieckiego, podpisał jego pacta conventa. Elektor Jana III Sobieskiego z województwa bełskiego w 1674 roku, podpisał jego pacta conventa. 
Jako hetman polny odznaczył się w walkach z Turkami i Tatarami. Brał udział w bitwie pod Chocimiem, gdzie dowodził centrum szyku polskiego. Po śmierci króla popierał kandydata austriackiego Karola Lotaryńskiego, pogodził się jednak z elekcją Sobieskiego. W 1676 r. uzyskał buławę wielką koronną stając się formalnie głównodowodzącym wojsk koronnych, nie był jednak wybitnym wodzem i niknął w cieniu nowego króla. Od początku kariery był silnie skonfliktowany z Sobieskim, w grę wchodziły różnice polityczne oraz ambicjonalne dzielące obu magnatów.
Dymitr Wiśniowiecki był jedną z głównych postaci opozycji przeciw Janowi Sobieskiemu w Koronie; jako stronnik Habsburgów sprzeciwiał się królewskim planom zbliżenia z Francją. Mimo to w 1679 uzyskał nominację na wojewodę, a następnie kasztelana krakowskiego, zostając tym samym pierwszym senatorem Rzeczypospolitej. Pierwsza z tych nominacji miała wynagrodzić Dymitrowi utratę Ordynacji Ostrogskiej, o którą toczył spór z Hieronimem Lubomirskim, kawalerem maltańskim. Wiśniowiecki nominację przyjął, z dóbr nie ustąpił jednak aż do śmierci.
Zgromadził pokaźny majątek wyrastając na jednego z najbogatszych magnatów Rzeczypospolitej. Poza odziedziczonymi dobrami w województwie ruskim (m.in. Załoźce, Wiśniowiec i Zbaraż) przejął kontrolę nad Ordynacją Ostrogską. Dzięki pokrewieństwu z Gryzeldą Wiśniowiecką, starał się też o Ordynację Zamojską.
Pierwszą żoną Dymitra Wiśniowieckiego była Marianna Zamoyska, która zmarła w 1668 roku. Jego drugą żoną od 1671 roku była Teofila Ludwika Zasławska, siostrzenica króla Jana III Sobieskiego.